# فرحاد بدلبيلي
فرحاد شمسي أوغلو بدلبيلي (27 ديسيمبر، عام 1947، باكو) - هو عازف البيانو، فنان الشعب لجمهورية أذربيجان الاشتراكية السوفيتية، فنان الشعب للاتحاد السوفيتي، رئيس الجامعة لأكاديمية باكو للموسيقى إسهم عزير حجيبكوف.

## حياته
ولد فرحاد شمسي أوغلو بدلبيلي في 27 ديسيمبر، عام 1947 في أسرة مخرج بارز، فنان الشعب لجمهورية أذربيجان الاشتراكية السوفيتية - شمسي بدلبيلي.
درس فرحاد بدلبيلي في 1965-1969 في أكاديمية باكو للموسيقى إسهم عزير حجيبكوف، هيئة الأعادة في كونسرفاتوار موسكو في 1969-1971.
فرحاد بدلبيلي رئيس الجامعة لأكاديمية باكو للموسيقى إسهم عزير حجيبكوف

## فعاليته
فرحاد بدلبيلي هوعازف البيانو فنان الشعب لجمهورية أذربيجان الاشتراكية السوفيتية، فنان الشعب الاتحاد السوفيتي.
في الوقت الحاضر، يقوم بادالبيلي بحفل موسيقي نشيط.
عازف البيانو بارز فرحاد بدلبيلي، تجول بلغاريا، ألمانيا، اليونان، الدنمارك،إسرائيل، إيطاليا، كوبا، النرويج، البرتغال، تونس، تركيا، فنلندا، فرنسا، تشيكوسلوفاكيا، سويسرا، يوغوسلافيا، اليابان وغيرها.
عمل تنظيم الموسيقى ومنور هي المجال الثاني المهم في نشاط فرحاد بدلبيلي.

كان النائب الأول لرئيس مجلس إدارة جمعية الموسيقى الأذربيجانية في 1986-1989.
على المبادر فرحاد بدلبيلي، تم تأسيس مركز باكو لفنون وجمعية شخصيات الموسيقى في أذربيجان.
كان مدير في مركز باكو لفنون في 1987-1996، وفي جمعية شخصيات الموسيقى في أذربيجان منذ عام 1989 حتى يومنا.
منذ عام 1995، هو عضوا في مؤسسة «أصدقاء أذربيجن للثقافة».
منذ عام 1976، المعلم في الجامعة لأكاديمية باكو للموسيقى، من عام 1983 دكتور جامعى.
ومنذ عام 1991، رائس الجامعة لأكاديمية باكو للموسيقى إسهم عزير حجيبكوف.

## الجوائز
- فنان الشعب في الاتحاد السوفيتي
- وسام شهرة (أذربيجان)
- وسام الفنون والآداب الفرنسي

## روابط خارجية
- فرحاد بدلبيلي على موقع IMDb (الإنجليزية)
- فرحاد بدلبيلي على موقع ميوزك برينز (الإنجليزية)